# Dactylispa ignorata
Dactylispa ignorata es una especie de insecto coleóptero de la familia Chrysomelidae.
Fue descrita científicamente en 1953 por Uhmann.